# Província d'Andrés Ibáñez

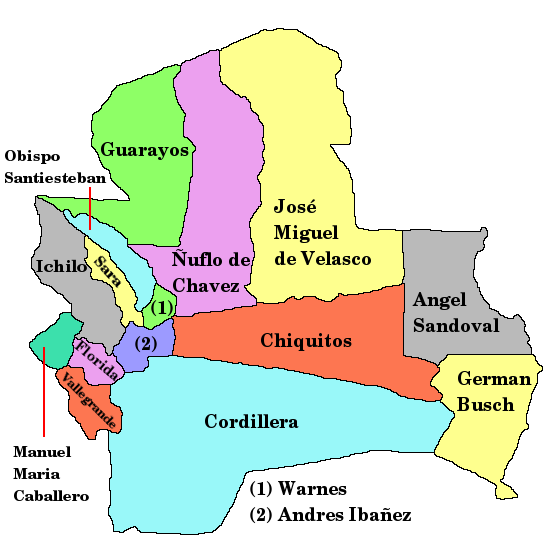
Les províncies del Departament de Santa Cruz

La província d'Andrés Ibáñez és una de les 15 províncies del Departament de Santa Cruz a Bolívia. La seva capital és Santa Cruz de la Sierra.
La província va ser creada el 1944, durant la presidència de Gualberto Villarroel, i rep el nom d'Andrés Ibáñez, principal gestor de la revolució federalista i igualitària de 1876.